# Уффольтс
Уффо́льтс (фр. Uffholtz) — коммуна на северо-востоке Франции в регионе Гранд-Эст (бывший Эльзас — Шампань — Арденны — Лотарингия), департамент Верхний Рейн, округ Тан — Гебвиллер, кантон Серне. До марта 2015 года коммуна в составе кантона Серне административно входила в округ Тан.
Площадь коммуны — 11,91 км², население — 1518 человек (2006) с тенденцией к росту: 1580 человек (2012), плотность населения — 132,7 чел/км².

## Население
Численность населения коммуны в 2011 году составляла 1575 человек, а в 2012 году — 1580 человек.
| 1962 | 1968 | 1975 | 1982 | 1990 | 1999 | 2005 | 2006 | 2008 | 2010 | 2011 | 2012 |
| ---- | ---- | ---- | ---- | ---- | ---- | ---- | ---- | ---- | ---- | ---- | ---- |
| 1186 | 1169 | 1231 | 1327 | 1303 | 1385 | 1493 | 1518 | 1570 | 1592 | 1575 | 1580 |

Динамика населения:

## Экономика
В 2010 году из 1039 человек трудоспособного возраста (от 15 до 64 лет) 811 были экономически активными, 228 — неактивными (показатель активности 78,1 %, в 1999 году — 69,6 %). Из 811 активных трудоспособных жителей работали 720 человек (385 мужчин и 335 женщин), 91 числились безработными (51 мужчина и 40 женщин). Среди 228 трудоспособных неактивных граждан 67 были учениками либо студентами, 92 — пенсионерами, а ещё 69 — были неактивны в силу других причин.
На протяжении 2011 года в коммуне числилось 691 облагаемое налогом домохозяйство, в которых проживало 1554 человека. При этом медиана доходов составила 22471 евро на одного налогоплательщика.

## Достопримечательности (фотогалерея)

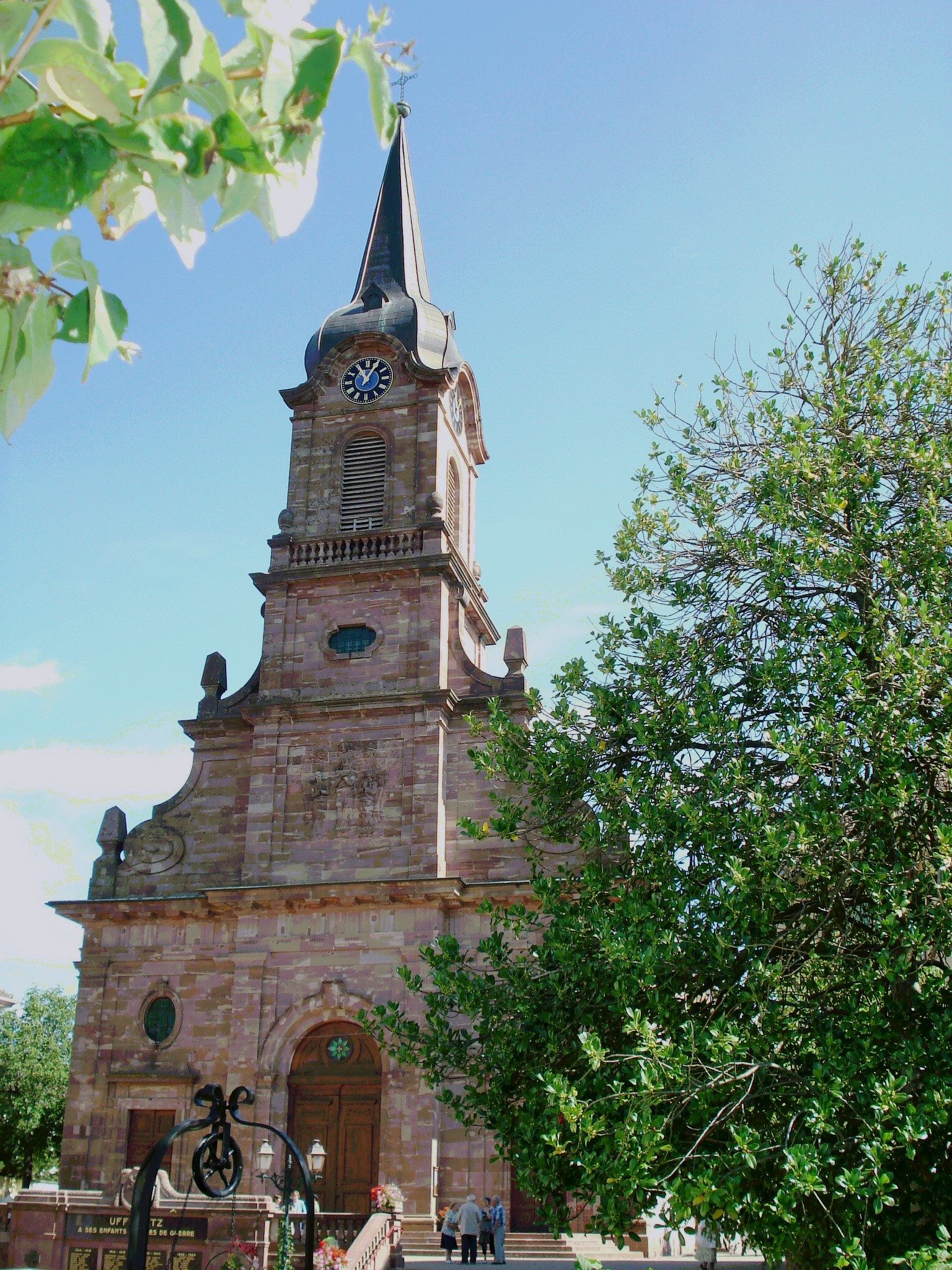
Колокольня
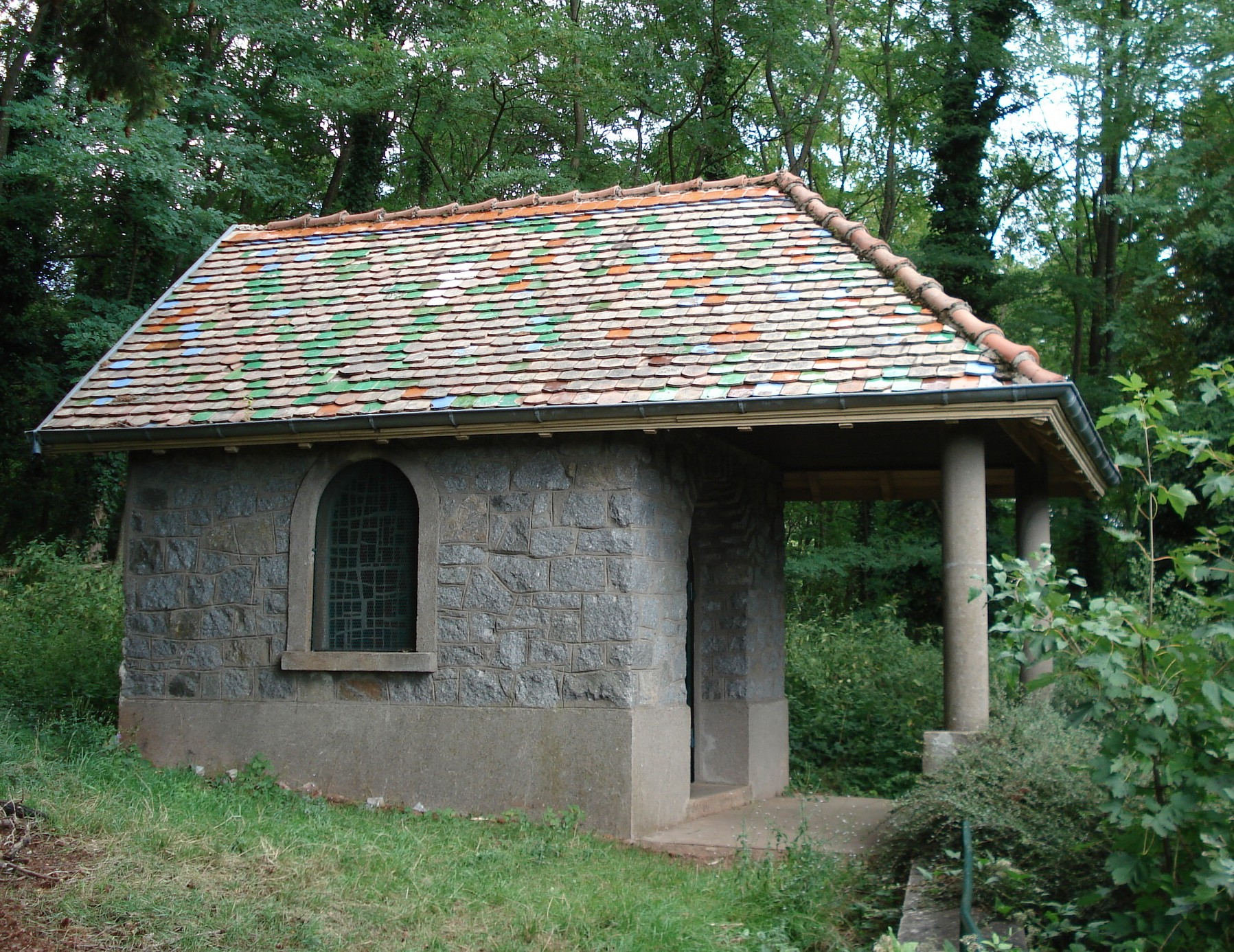
Часовня
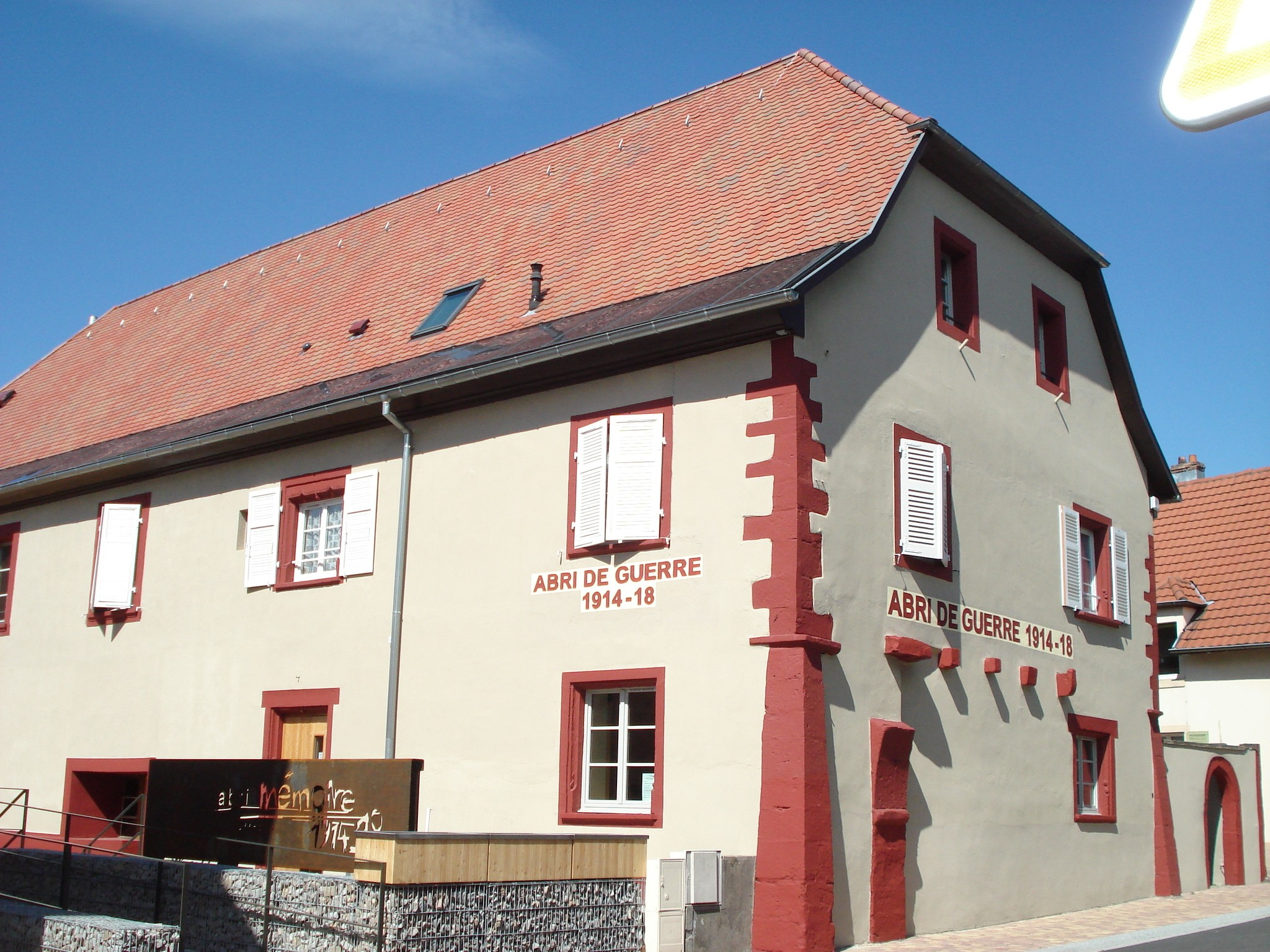
Музей
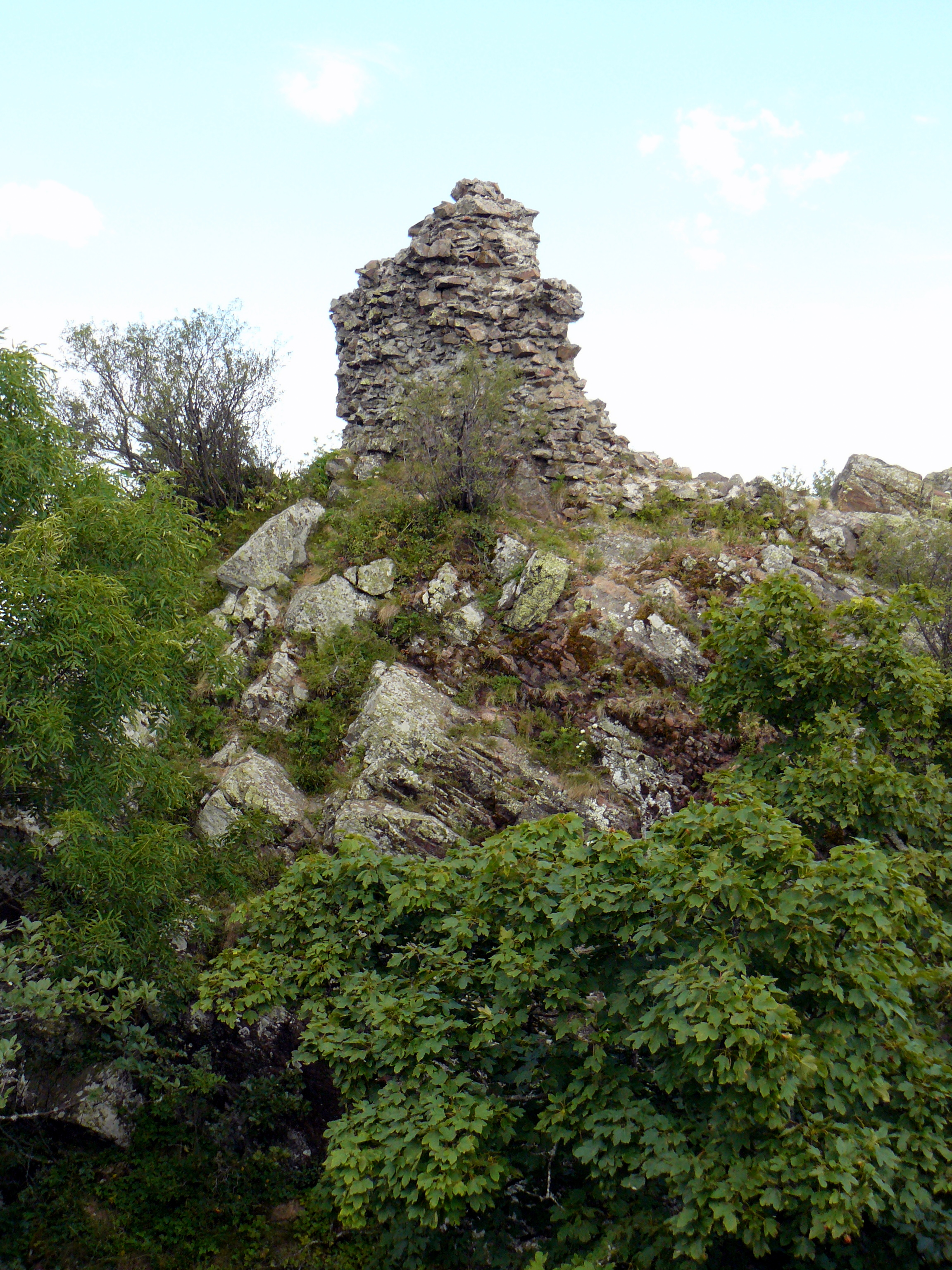
Руины